# 比奇維爾 (伊利諾伊州)
比奇維爾（英語：Beechville）是位於美國伊利諾伊州卡爾霍恩縣的一個非建制地區。該地的面積和人口皆未知。

## 地理
比奇維爾的座標為38°58′17″N 90°38′51″W / 38.97139°N 90.64750°W，而該地的平均海拔高度為165米（即541英尺）。